# Tartrato di potassio
Il tartarato di potassio è il sale di potassio dell'acido tartarico, e ha formula chimica K2C4H4O6. 
Viene a volte confuso con il bitartrato di potassio, più conosciuto come cremor tartaro, con il quale condivide la sigla E336 come additivo alimentare, quando viene impiegato come agente lievitante.
A temperatura ambiente si presenta come un solido bianco inodore. Generalmente cristallizza come semidrato, pertanto la sua formula è 2C4H4K2O6 · H2O.

## Sintesi
Il tartrato di potassio si può produrre facendo reagire l'acido tartarico con il tartrato di sodio e potassio (sale di Rochelle) e il solfato di potassio; la reazione è seguita da filtrazione, purificazione, precipitazione ed essiccazione.